# Adriano Basso
Adriano Basso (Jundaí, Brasil, 18 de abril de 1975) es un exfutbolista y entrenador brasileño. Jugaba de portero, y es entrenador de arqueros en el Sheffield Wednesday desde 2021.

## Clubes

### Como jugador
| Club                    | País           | Año       |
| ----------------------- | -------------- | --------- |
| AA Ponte Preta          | Brasil         | 1997-2002 |
| Neuchâtel Xamax FCS     | Suiza          | 1997      |
| ASA                     | Brasil         | 1997      |
| Atlético Paranaense     | Brasil         | 2002-2003 |
| St Albans City FC       | Inglaterra     | 2003-2004 |
| Woking FC               | Inglaterra     | 2004-2005 |
| Bristol City            | Inglaterra     | 2005-2010 |
| Wolverhampton Wanderers | Inglaterra     | 2011      |
| Hull City               | Inglaterra     | 2011-2012 |
| Corinthians USA         | Estados Unidos | 2012-2013 |
| Truro City              | Inglaterra     | 2016      |
| FC United of Manchester | Inglaterra     | 2016-2017 |
| Radcliffe Borough       | Inglaterra     | 2017-2018 |
| Ashton United           | Inglaterra     | 2018      |
| Nuneaton Borough        | Inglaterra     | 2018-2019 |
| Grantham Town           | Inglaterra     | 2019      |

### Como entrenador de arqueros
| Club                | País       | Año           |
| ------------------- | ---------- | ------------- |
| Hartlepool United   | Inglaterra | 2017          |
| Nuneaton Borough    | Inglaterra | 2018-2019     |
| Grantham Town       | Inglaterra | 2019-2020     |
| Sheffield Wednesday | Inglaterra | 2021-presente |